# Journal of Neuro-Oncology
Das Journal of Neuro-Oncology, abgekürzt J. Neuro-Oncol. ist eine wissenschaftliche Fachzeitschrift, die vom Springer-Verlag veröffentlicht wird. Die Zeitschrift erscheint mit 15 Ausgaben im Jahr. Es werden Arbeiten zum Thema Krebs und Zentralnervensystem veröffentlicht.
Der Impact Factor lag im Jahr 2015 bei 2,754. Nach der Statistik des ISI Web of Knowledge wird das Journal mit diesem Impact Factor in der Kategorie klinische Neurologie an 59. Stelle von 192 Zeitschriften und in der Kategorie Onkologie an 115. Stelle von 213 Zeitschriften geführt.